# Green Mamba FC
Der Green Mamba Football Club ist ein Fußballverein aus Simunye, Eswatini. Aktuell, Stand Juli 2024, spielt der Verein in der ersten Liga, der Premier League.

## Geschichte
Der Verein spielt seit vielen Jahren in der Swazi Premier League mit. Der erste große Erfolg datiert von 2004, als man den Swazi Cup gewinnen konnte. Seitdem spielt der Klub im oberen Feld der Liga mit, doch erst 2011 konnte er die erste Meisterschaft gewinnen. Ein Jahr später gelang es ihm, den zweiten Swazi Cup zu gewinnen.
2019 und 2023 kamen zwei weitere Meisterschaften hinzu.

## Erfolge
- Premier League: 2011, 2019 und 2023
- Swazi Cup: 2004, 2012

## Statistik in den CAF-Wettbewerben
| Wettbewerb                | Runde    | Gegner             | Hinspiel | Rückspiel |  |
| ------------------------- | -------- | ------------------ | -------- | --------- |  |
|                           |          |                    |          |           |  |
| CAF Cup 2001              | 1. Runde | Zanaco FC          | 1:1 (A)  | 0:0 (H)   |  |
|                           | 2. Runde | Ferroviário Maputo | 0:2 (A)  | 0:2 (H)   |  |
| CAF Champions League 2012 | Vorrunde | Platinum FC        | 2:4 (H)  | 0:4 (A)   |  |